# Relais 2 × 2 × 400 mètres
Le relais 2 × 2 × 400 m est une épreuve d'athlétisme spécifique du programme des Relais mondiaux et non des championnats d'athlétisme. Chaque athlète parcourant 800m, l'épreuve s'adresse ainsi plutôt aux spécialistes du demi-fond.

## Spécificités
Cette épreuve, généralement mixte, consiste à la succession de relais pour deux compétiteurs qui doivent parcourir deux fois la distance de 400 mètres et se transmettre le témoin. La transmission du témoin se passe dans une zone de transmission de 20 mètres.
L'originalité de l'épreuve tient dans la liberté des concurrents d'effectuer un tour ou d'enchainer un deuxième tour sans passage de relais.
L'épreuve mixte est introduite à l’occasion des Relais mondiaux le 11 mai 2019. Cette épreuve ne fait pas partie du programme des Championnats du monde.

## Records

### Records des mondiaux de relais
| Région       | Genre | Performance   | Pays       | Athlètes                      | Date        | Lieu     |
| ------------ | ----- | ------------- | ---------- | ----------------------------- | ----------- | -------- |
| En plein air | Mx    | 3 min 36 s 92 | États-Unis | Ce'Aira Brown Donavan Brazier | 11 mai 2019 | Yokohama |